# 大反屈扭稜截半二十面體
大反屈扭稜截半二十面體（great retrosnub icosidodecahedron）又稱大逆反屈扭稜截半二十面體（great inverted retrosnub icosidodecahedron）是一種星形均勻多面體，由80個正三角形和12個正五角星組成，索引為U74，對偶多面體為大五角星六十面體，具有二十面體群對稱性。，並且與扭棱十二面体、扭稜大星形十二面體和反扭稜大星形十二面體拓樸同構。

## 性質
大反屈扭稜截半二十面體共由92個面、150條邊和60個頂點組成，在其92個面中，有80個正三角形面和12個正五角星面，在其80個正三角形面中又可以分為60個一般的正三角形面（施萊夫利符號：{3}）和20個反向相接的正三角形面（施萊夫利符號：{3/2}），當中的60個正三角形面是在扭稜的過程產生的。

### 頂角的組成
在大反屈扭稜截半二十面體的60個頂點中，每個頂點都是4個正三角形面和1個正五角星面的公共頂點，並且這些面在構成頂角的多面角時，以正五角星、正三角形、正三角形、正三角形和正三角形的順序排列，在頂點圖中可以用(5/2.3.3.3.3)/2來表示，並以「/2」來表示整個頂角的周邊面繞了頂點兩圈。
另一種表示方式則是將反向相接的正三角形也考慮進來，此時三角形在頂點周圍的分布方式則為正三角形與反向相接的正三角形交錯出現，即面在頂點周圍排列的順序是依照：正三角形、反向相接的正三角形、正三角形、正五角星和正三角形來排列，這種頂角的結構在頂點圖中可以用(3.3/2.3.5/3.3)來表示。
| 將大反屈扭稜截半二十面體的頂角視覺化的圖形 |

### 表示法
大反屈扭稜截半二十面體在考克斯特—迪肯符号中可以表示為，在施萊夫利符號中可以表示為sr{3⁄2,5⁄3}，在威佐夫記號中可以表示為| 2 3/2 5/3:189或| 3/2 5/3 2

### 尺寸
若大反屈扭稜截半二十面體的邊長為單位長，則其外接球半徑為：
{\displaystyle R={\frac {1}{2}}{\sqrt {\frac {2-x}{1-x}}}=0.580002\dots }
其中{\displaystyle x}是{\displaystyle x^{3}+2x^{2}={\Big (}{\tfrac {1\pm {\sqrt {5}}}{2}}{\Big )}^{2}}的實根。
以{\displaystyle R^{2}}為變數的六次方程
{\displaystyle 4096R^{12}-27648R^{10}+47104R^{8}-35776R^{6}+13872R^{4}-2696R^{2}+209=0}
共有4個實根，分別是扭棱十二面体、扭稜大星形十二面體、反扭稜大星形十二面體和大反屈扭稜截半二十面體的外接球半徑。
邊長為單位長的二十面化截半大十二面體，中分球半徑為方程式
{\displaystyle 4096x^{6}-21504x^{5}+16384x^{4}-4672x^{3}+624x^{2}-40x+1=0}
的較小正實跟（約為0.086401745）的平方根，約為0.293941738。

### 二面角
大反屈扭稜截半二十面體有兩種二面角，分別為三角形面和三角形面的二面角、以及五角星面和三角形面的二面角。
其中三角形面和三角形面的二面角約21.724655212度，實際上是為方程式
{\displaystyle 729x^{6}-486x^{5}-729x^{4}+756x^{3}+63x^{2}-270x+1=0}
的較小非零正實根（約為0.928973378）的反餘弦值。
而五角星面和三角形面的二面角約67.31029488度，實際上是為方程式
{\displaystyle 91125x^{6}-668250x^{5}+2006775x^{4}-2735100x^{3}+1768275x^{2}-502410x+43681=0}
的較小正實根（約為0.14879556）之平方根的反餘弦值。
{\displaystyle \arccos \left({\sqrt {\operatorname {root} \left(91125x^{6}-668250x^{5}+2006775x^{4}-2735100x^{3}+1768275x^{2}-502410x+43681\right)}}\right)}{\displaystyle \approx 1.174786266\approx 67.310294880^{\circ }}

### 頂點座標
大反屈扭稜截半二十面體的頂點座標為下列座標的偶置換：
{\displaystyle \left(\pm 2\alpha ,\pm 2,\pm 2\beta \right)}、
{\displaystyle \left(\pm \left(\alpha -\beta \tau -{\frac {1}{\tau }}\right),\pm \left({\frac {\alpha }{\tau }}+\beta -\tau \right),\pm \left(-\alpha \tau -{\frac {\beta }{\tau }}-1\right)\right)}、
{\displaystyle \left(\pm \left(\alpha \tau -{\frac {\beta }{\tau }}+1\right),\pm \left(-\alpha -\beta \tau +{\frac {1}{\tau }}\right),\pm \left(-{\frac {\alpha }{\tau }}+\beta +\tau \right)\right)}、
{\displaystyle \left(\pm \left(\alpha \tau -{\frac {\beta }{\tau }}-1\right),\pm \left(\alpha +\beta \tau +{\frac {1}{\tau }}\right),\pm \left(-{\frac {\alpha }{\tau }}+\beta -\tau \right)\right)}和
{\displaystyle \left(\pm \left(\alpha -\beta \tau +{\frac {1}{\tau }}\right),\pm \left(-{\frac {\alpha }{\tau }}-\beta -\tau \right),\pm \left(-\alpha \tau -{\frac {\beta }{\tau }}+1\right)\right)}，
帶有偶數個正號，其中
{\displaystyle \alpha ={\frac {\xi -1}{\xi }}}
且
{\displaystyle \beta =-{\frac {\xi }{\tau }}+{\frac {1}{\tau ^{2}}}-{\frac {1}{\xi \tau }}}
其中{\displaystyle \tau ={\frac {1+{\sqrt {5}}}{2}}}為黃金比例、
{\displaystyle \xi }是方程式{\displaystyle \xi ^{3}-2\xi =-{\frac {1}{\tau }}}的較小正實根，其值為：
{\displaystyle \xi ={\frac {\left(1+i{\sqrt {3}}\right)\left({\frac {1}{2\tau }}+{\sqrt {{\frac {\tau ^{-2}}{4}}-{\frac {8}{27}}}}\right)^{\frac {1}{3}}+\left(1-i{\sqrt {3}}\right)\left({\frac {1}{2\tau }}-{\sqrt {{\frac {\tau ^{-2}}{4}}-{\frac {8}{27}}}}\right)^{\frac {1}{3}}}{2}}\approx 0.3264046}
若上述座標使用奇置換並帶有奇數個正號的話，則會得到大反屈扭稜截半二十面體的另一種形式，即另一種形式的手性對映體，將兩種手性對映體組合起來可以得到一種均勻複合體——二複合大反屈扭稜截半二十面體。

## 相關多面體
兩個大反屈扭稜截半二十面體的手性鏡像可以複合成均勻複合體，稱為二複合大反屈扭稜截半二十面體。
| 二複合大反屈扭稜截半二十面體 |